# تياغو رونالدو
تياغو رونالدو (بالبرتغالية: Tiago Alexandre Carvalho Gonçalves) هو لاعب كرة قدم برتغالي في مركز الوسط، ولد في 28 ديسمبر 1989 في لوريس في البرتغال. لعب مع ستاندارد لييج وفيتوريا دي غيماريش وموريرينسي ونادي سانتا كلارا.

## وصلات خارجية
- تياغو رونالدو على موقع قاعدة بيانات كرة القدم.إي يو (الإنجليزية)
- تياغو رونالدو على موقع Soccerway.com (الإنجليزية)